# Harold Harrington
Harold David Harrington (De Motte, 14 de marzo de 1903-22 de enero de 1981) fue un botánico estadounidense que se especializó en la flora de Colorado y las Montañas Rocosas. Trabajó en la facultad de la Universidad Estatal de Colorado (CSU) y recolectó más de 10 000 especímenes botánicos de todo el estado. Su libro de 1954, Manual of the Plants of Colorado, fue la primera cobertura integral de la flora de Colorado en casi 50 años y sigue siendo una obra autorizada.
Con su esposa y colega botánica Edith, viajó por Estados Unidos, Europa y el Pacífico, trayendo fotografías botánicas para usar en la enseñanza. Publicó 17 libros mientras estuvo en la CSU, donde la mayoría de su colección de especímenes se conserva como parte del herbario de la universidad que él había curado anteriormente. Es el homónimo de dos especies de plantas con flores endémicas de Colorado: Oenothera harringtonii y Penstemon harringtonii.

## Primeros años de vida y educación
Harold David Harrington nació el 14 de marzo de 1903 en De Motte (Indiana). Se mudó con su familia de De Motte a Mitchell (Dakota del Sur), en 1909 y luego a Graettinger (Iowa), en 1911. Harrington permanecería en Graettinger durante la mayor parte de su infancia, creciendo en una granja allí con siete hermanos. Debido a las dificultades financieras provocadas por la Gran Depresión, Harold y su hermano mayor Elbert alternaron años en la universidad para que uno pudiera trabajar mientras el otro estudiaba. Harrington completó dos años de universidad antes de regresar a Graettinger como profesor de escuela secundaria. También entrenaría a los equipos de baloncesto y fútbol de la escuela. Harrington completó su licenciatura en biología en 1927 en el Iowa State Teachers College. En la Universidad del Norte de Iowa, Harrington completó su maestría en 1931 y su doctorado en 1933, ambos en botánica. El mismo año de su doctorado, se casó con su colega botánica Edith Jirsa en Waterloo, Iowa.

## Carrera
Harold Harrington aceptó un puesto en el Colegio Agricultural de Colorado (ahora Universidad Estatal de Colorado) en Fort Collins (Colorado), donde enseñó taxonomía. Trabajó como asistente de Ernest Charles Smith, el curador del herbario de la universidad. Luego, Harrington enseñó en el Colegio de Maestros de Chicago (ahora la Universidad Estatal de Chicago) antes de regresar a Colorado A&M en 1943 para convertirse en el curador de su herbario. – un cargo que ocuparía durante 25 años – y profesor de botánica.
Mientras que su mentor Smith se había preocupado principalmente de recolectar especímenes de sauce, Harrington finalmente contribuyó con aproximadamente 6200 especímenes al herbario de CSU. Aunque no recopilaba datos para describir nuevas especies, identificaba ejemplos inusuales y los presentaba a los expertos pertinentes. Una de esas recolecciones, realizada en junio de 1951, dio como resultado la identificación de una nueva especie de Penstemon, que recibió su nombre. Otras colecciones le fueron presentadas por diversas personas – incluidos, según su obituario en el Colorado Native Plant Society Newsletter, «agentes de extensión, agricultores, ganaderos [y] alumnos de escuelas primarias» – para quienes Harrington trató de identificar sus colecciones.
En 1954, después de años de investigación, se publicó el Manual of the Plants of Colorado de Harrington. Este fue el primer relato exhaustivo de la flora del estado desde la Flora of Colorado de Axel Rydberg de 1906. El libro de Harrington sigue siendo un texto autorizado sobre la flora de Colorado y una de cada 30 de sus entradas fue la primera vez que se registró una planta en el estado. Para que el texto fuera accesible para los estudiantes, el libro se autoeditó. Edith, que ayudó a recolectar especímenes y preparar las publicaciones de su esposo, escribió a mano el libro de 1954 y lo llamó «su pequeña manera» de ayudar.
Harrington finalmente publicó 17 libros. Entre ellas se incluyen colaboraciones con Y. Matsumura en The True Aquatic Vascular Plants of Colorado de 1955 y Edible Native Plants de 1967. Los Harrington también viajaron, visitaron Europa en 1964 y tomaron fotografías de varias plantas para uso educativo en la Cordillera Front. Sus viajes los llevaron a visitar todos los estados de los EE. UU. continentales.
Durante los viajes para recolectar especímenes con los estudiantes, tocaba el ukelele en la fogata después del trabajo del día. También sabía tocar la guitarra española y el violín, instrumento que había aprendido a tocar por su cuenta mientras estaba en la universidad y que había tocado para complementar sus ingresos mientras estaba en la escuela. Harrington también fue poeta e incluyó uno de sus poemas en la introducción de su último libro.

## Últimos años y muerte
En 1968, Harrington se retiró como profesor emérito. Continuó escribiendo sobre botánica, publicando Western Edible Wild Plants en 1972 y su obra final, How to Identify Grasses and Grasslike Plants, en 1977. Él y su esposa realizaron un último viaje de ida y vuelta por las Montañas Rocosas de Colorado durante el verano de 1980. Ese mismo año, la pareja visitó varias islas del Pacífico, incluidas Hawái y Australia. Harold Harrington murió el 22 de enero de 1981.

## Legado

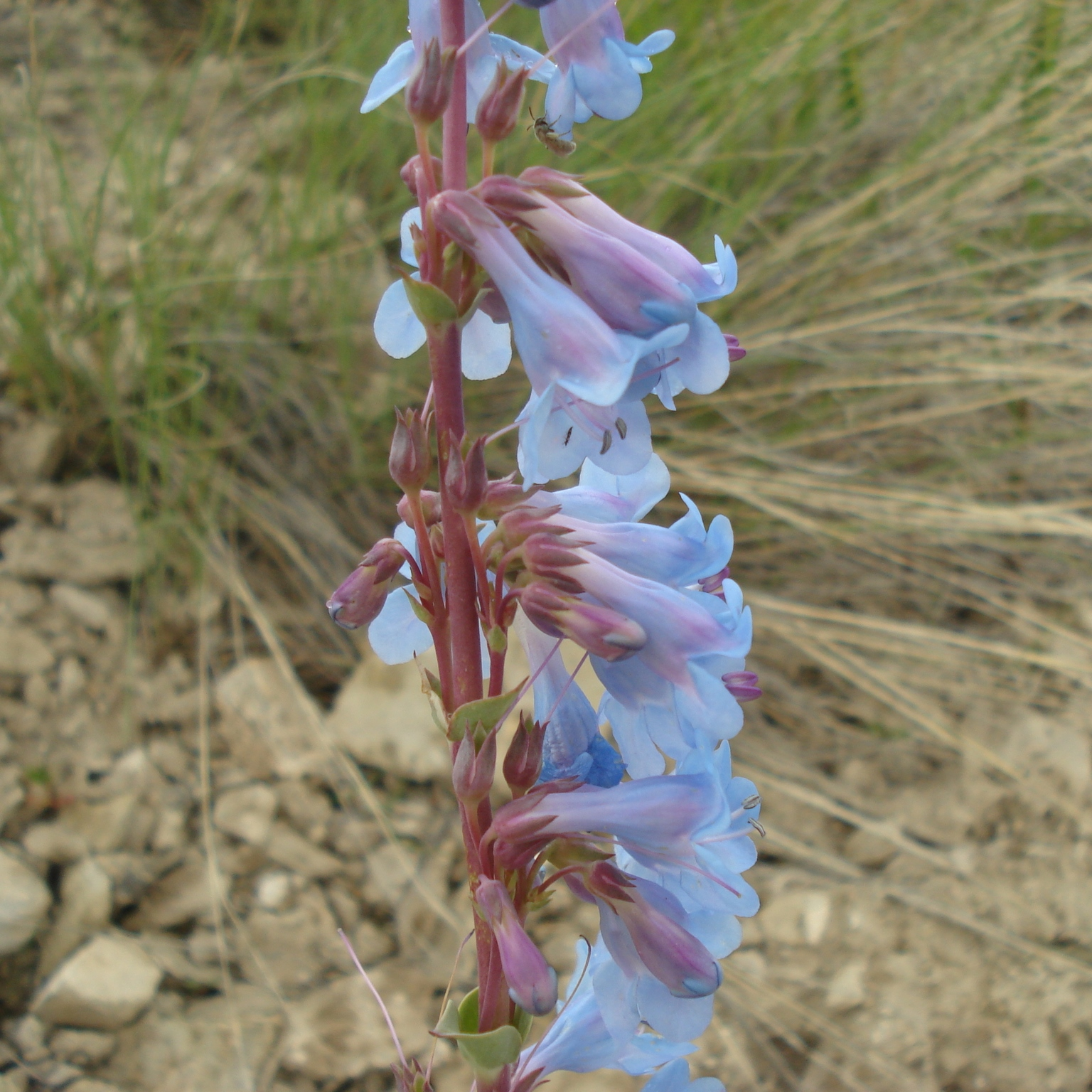
Penstemon harringtonii debe su nombre a Harrington, quien recolectó el primer espécimen de la especie.

Dos especies de plantas con flores endémicas de Colorado llevan el nombre de Harrington: Oenothera harringtonii y Penstemon harringtonii. En el caso de P. harringtonii, a Harrington se le atribuye la primera recolección de la especie cuando fue descrita por primera vez por C. William T. Penland en 1958. Penland señaló un espécimen que Harrington recolectó en el condado de Routt, Colorado, el 7 de junio de 1951, como la primera de dos recolecciones de la especie ese mes.
La colección de Harrington, de aproximadamente 10 000 especímenes, sigue siendo parte del Herbario Charles Mauer en la CSU. Edith creó la Beca de Posgrado Harold David Harrington en la CSU en su memoria para financiar a estudiantes en el campo de la taxonomía de plantas. Charles Maurer, en cuyo honor se cambió el nombre del herbario en 2018, fue alumno de Harrington – Maurer encontró en él «un hombre grande y gentil con quien era fácil hablar» y recordó haber utilizado el Manual of the Plants of Colorado como libro de texto. Maurer ayudó a financiar la publicación de Flora of Colorado de Jennifer Ackerfield, curadora del herbario de la CSU. El libro de 2015 presenta una biografía de Harrington.
En 1982, Dieter H. Wilken, compañero de trabajo de Harrington, escribió un obituario para Harrington, en el que recordaba su «amabilidad, sensibilidad» y sus visitas regulares a la CSU para hablar de aspectos inexplorados y no documentados de la flora de Colorado. En 1991, el botánico James L. Reveal identificó a Harrington como parte de una tradición de botánicos que recolectaban especímenes en las Montañas Rocosas de Colorado, desde Thomas Say y Edwin James en la expedición de Long de 1820 hasta William Alfred Weber, que veían el cierre de la región como una «frontera botánica».
- La abreviatura «H.D.Harr.» se emplea para indicar a Harold Harrington como autoridad en la descripción y clasificación científica de los vegetales.[12]

## Publicaciones
- 1934.  The woody plants of Iowa in winter condition, (University of Iowa studies in natural history). 116 pp.
- 1944.  Key to some Colorado grasses in vegetative condition: Containing drawings and descriptions of 119 species, including almost all the common ones and those. Ed. Colorado Agricultural Experiment Station, Colorado State College. 86 pp.
- 1950.  Colorado fern and fern allies: Pteridophyta. 96 pp.
- 1954.  Manual of the Plants of Colorado. 667 pp.
- 1955.  True Aquatic Vascular Plants of Colorado
- Harrington, HD; BJ Thornton. 1968 (2ª ed. 1974).  Weeds of Colorado
- 1968.  Edible native plants of the Rocky Mountains. Ed. University of New Mexico Press; 1ª ed. 392 pp.
- 1972.  Western Edible Wild Plants. 156 pp. ISBN 0-8263-0218-1
- 1977.  How to Identify Grasses and Grasslike Plants (Sedges and Ruches). 203 pp.
- 1979.  Manual of the Plants of Colorado, for the Identification of the Ferns and Flowering Plants of the State. Ed. Univ Micro. 666 pp. ISBN 0-8357-0397-5